# 레푸블리카 아르헨티나역
레푸블리카 아르헨티나 역(스페인어: Conde de Casal)은 마드리드 지하철 6호선의 역이다. 마드리드 차마르틴 구의 엘비소 지역에서 레푸블리카 아르헨티나 광장 지하에 위치해 있다. 요금구역 상으로는 A구역에 속한다.

## 역사
역 자체는 1967년 연장계획에 포함되어 완공되었으나 1979년 10월 10일 10호선의 파시피코-콰트로 카미노스 구간이 개통되면서 비로소 문을 열었다.

## 환승 정보
환승되는 지하철 노선이 없기 때문에 이전역인 아베니다 데 아메리카 역이나 누에보스 미니스테리오스 역을 이용하는 것이 낫다. 역 주변에는 시내버스 정류장이 총 네 곳 있다.
버스
- 시내버스
  - 7, 16, 19, 51, C1, C2번 노선 (주간)
  - N1번 노선 (야간)

지하철
| 마드리드 지하철             | 마드리드 지하철       | 마드리드 지하철                |
| --------------------------- | --------------------- | ------------------------------ |
| 아베니다 데 아메리카 순환선 | 마드리드 지하철 6호선 | 누에보스 미니스테리오스 순환선 |